# Япония на летних Олимпийских играх 1984
На Летних Олимпийских играх 1984 года Япония была представлена 225 спортсменами (173 мужчины, 52 женщины), выступавшими в 22 видах спорта. Они завоевали 10 золотых, 8 серебряных и 14 бронзовых медали, что вывело команду на 7-е место в неофициальном командном зачёте.

## Медалисты
| Медаль  | Спортсмен                                                                                   | Вид спорта            | Дисциплина                              |
| ------- | ------------------------------------------------------------------------------------------- | --------------------- | --------------------------------------- |
| Золото  | Кодзи Гусикэн                                                                               | Спортивная гимнастика | Мужчины, личное первенство              |
| Золото  | Синдзи Морисуэ                                                                              | Спортивная гимнастика | Мужчины, турник                         |
| Золото  | Кодзи Гусикэн                                                                               | Спортивная гимнастика | Мужчины, кольца                         |
| Золото  | Синдзи Хосокава                                                                             | Дзюдо                 | Мужчины, до 60 кг                       |
| Золото  | Ёсиюки Мацуока                                                                              | Дзюдо                 | Мужчины, до 65 кг                       |
| Золото  | Хитоси Сайто                                                                                | Дзюдо                 | Мужчины, свыше 95 кг                    |
| Золото  | Ясухиро Ямасита                                                                             | Дзюдо                 | Мужчины, абсолютная категория           |
| Золото  | Такэо Камати                                                                                | Стрельба              | Мужчины, скорострельный пистолет, 25 м  |
| Золото  | Ацудзи Мияхара                                                                              | Борьба                | Мужчины, греко-римская борьба, до 52 кг |
| Золото  | Хидэаки Томияма                                                                             | Борьба                | Мужчины, вольная борьба, до 57 кг       |
| Серебро | Кодзи Гусикэн                                                                               | Спортивная гимнастика | Мужчины, прыжки через коня              |
| Серебро | Синдзи Морисуэ                                                                              | Спортивная гимнастика | Мужчины, прыжки через коня              |
| Серебро | Нобуюки Кадзитани                                                                           | Спортивная гимнастика | Мужчины, брусья                         |
| Серебро | Масаки Это                                                                                  | Борьба                | Мужчины, греко-римская борьба, до 57 кг |
| Серебро | Такаси Ириэ                                                                                 | Борьба                | Мужчины, вольная борьба, до 48 кг       |
| Серебро | Косэй Акаиси                                                                                | Борьба                | Мужчины, вольная борьба, до 62 кг       |
| Серебро | Хидэюки Нагасима                                                                            | Борьба                | Мужчины, вольная борьба, до 82 кг       |
| Серебро | Акира Ота                                                                                   | Борьба                | Мужчины, вольная борьба, до 90 кг       |
| Бронза  | Кодзи Гусикэн Нобуюки Кадзитани Норитоси Хирата Синдзи Морисуэ Кодзи Сотомура Кёдзи Ямаваки | Спортивная гимнастика | Мужчины, командное первенство           |
| Бронза  | Кодзи Сотомура                                                                              | Спортивная гимнастика | Мужчины, вольные упражнения             |
| Бронза  | Кодзи Гусикэн                                                                               | Спортивная гимнастика | Мужчины, турник                         |
| Бронза  | Мивако Мотоёси                                                                              | Синхронное плавание   | Женщины, соло                           |
| Бронза  | Мивако Мотоёси Саэко Кимура                                                                 | Синхронное плавание   | Женщины, дуэт                           |
| Бронза  | Сэйки Носэ                                                                                  | Дзюдо                 | Мужчины, до 86 кг                       |
| Бронза  | Икудзо Сайто                                                                                | Борьба                | Мужчины, греко-римская борьба, до 48 кг |
| Бронза  | Юдзи Такада                                                                                 | Борьба                | Мужчины, вольная борьба, до 52 кг       |
| Бронза  | Сборная                                                                                     | Волейбол              | Женщины                                 |
| Бронза  | Кадзусито Манабэ                                                                            | Тяжёлая атлетика      | Мужчины, до 52 кг                       |
| Бронза  | Масахиро Котака                                                                             | Тяжёлая атлетика      | Мужчины, до 56 кг                       |
| Бронза  | Рёдзи Исаока                                                                                | Тяжёлая атлетика      | Мужчины, до 82,5 кг                     |
| Бронза  | Цутому Сакамото                                                                             | Велоспорт             | Мужчины, спринт                         |
| Бронза  | Хироси Ямамото                                                                              | Стрельба из лука      | Мужчины, личное первенство              |

## Результаты соревнований

### Академическая гребля
В следующий раунд из каждого заезда проходили несколько лучших экипажей (в зависимости от дисциплины). В финал A выходили 6 сильнейших экипажей, ещё 6 экипажей, выбывших в полуфинале, распределяли места в финале B.
Мужчины
| Соревнование | Спортсмены      | Предварительный заезд | Предварительный заезд | Предварительный заезд | Отборочный заезд | Отборочный заезд | Отборочный заезд | Полуфинал            | Полуфинал            | Полуфинал            | Финал                | Финал                | Итоговое место       |                      |
| Соревнование | Спортсмены      | Заезд                 | Время                 | Место                 | Заезд            | Время            | Место            | Заезд                | Время                | Место                | Время                | Место                | Итоговое место       |                      |
| ------------ | --------------- | --------------------- | --------------------- | --------------------- | ---------------- | ---------------- | ---------------- | -------------------- | -------------------- | -------------------- | -------------------- | -------------------- | -------------------- | -------------------- |
| одиночки     | Сунсукэ Хориути | 2                     | 7:58,36               | 4                     | 2                | 7:32,53          | 4                | завершил выступление | завершил выступление | завершил выступление | завершил выступление | завершил выступление | завершил выступление | завершил выступление |